# 즐거운 나의 집 (2016년 드라마)
《즐거운 나의 집》은 2016년 10월 16일에 방영한 《KBS 드라마 스페셜 2016》 시리즈 중 네 번째 작품이다.

## 줄거리
천재 과학자 세정은 자신의 취향에 맞춰 과거 기억은 지우고 새로운 기억과 정보한 입력한 사이보그 남편인 성민과 같이 산다. 그렀기에 세정은 행복한 결혼생활을 할 수 있었지만, 어느 날부터 성민이 사이보그가 되기 전 인연들이 자꾸 둘만의 보금자리에 한명씩 찾아온다. 그들은 기억이 왜곡되었다며 바로잡으려 하고, 성민은 점점 인간처럼 거짓말을 하기 시작하는데, 세정은 이런 그들을 막기 위해 애를 쓴다.

## 등장 인물

### 주요 인물
- 손여은 : 윤세정 역

‘젊은 과학자상’을 2년 연속 수상한 천재 과학자이며, 한국 최고의 병원인 동화병원의 원장 딸로, 남들에게는 부러움의 대상이다. 하지만 정작 본인은 심각한 불안에 시달리며 약을 먹지 않으면 제대로 잠조차 잘 수 없을 정도다. 대학교 때 성민을 짝사랑했지만 그에게 상처를 받은 후부터 사람을 제대로 믿지 못한다. 결국 그를 자신의 ‘이상형’을 주입시킨 사이보그로 만들어 자신의 외로움을 달래고자 한다.
- 이상엽 : 강성민 역

대학원 때 세정의 비밀을 알게 된 후 따돌림 받는 세정에게 프로젝트를 같이 하자고 제안을 하고, 점점 엉뚱하고 따뜻한 세정에게 동정심 이상의 감정을 느낀다. 하지만 지아에게 휘둘려 세정의 가슴을 아프게 만든다. 미국으로 유학갔던 그는 2년 만에 돌아와 세경을 찾아가 오래 전부터 그리워했다며 한 번 더 기회를 달라고 한다.
- 박하나 : 손지아 역

대학 다닐 때 교지에 모델을 했을 정도로 빼어난 미모를 자랑하는 성민의 여자친구로, 졸업 후 성민과 함께 미국에 가서 약혼까지 했다. 하지만 자꾸 겉도는 성민을 보면서 괴로워한다. 한국으로 돌아간 성민에게서 어느 순간부터 연락이 안 되더니 세정과 결혼했다는 소식까지 듣게 되어 크나큰 좌절에 빠진다. 분명 세정이 성민에게 무언가를 했을 것이라 생각하고 마침내 세정의 집을 찾아간다.

### 그 외 인물
- 김명수 : 윤영하 역

세정의 아버지, 동화병원의 원장. 평상시 소시오패스라고 불릴 정도로 자기 밖에 모르는 인물이다. 술과 일을 핑계로 늘 집을 비우며 바쁘게 살았기에 세정에게는 있으나마나 한 아버지다. 어느 날 급히 와달라는 딸의 전화를 받고 간 곳에서 깜짝 놀랄 진실과 마주하게 된다.
- 이일화 : 김미경 역 (특별출연)

세정의 어머니. 어린 나이에 영하와 결혼하여 세정을 낳고, 대학병원 원장의 사모라는 타이틀을 가졌지만, 무관심한 남편과 차가운 딸 사이에서 우울증에 빠져 술이 없이는 하루를 버티기 힘들 지경에 이르게 된다.
- 임지규 : 김영철 역 (특별출연)

연구소 연구원, 대학원 조교. 세정을 탐탁지 않게 여기던 선배였지만, 2년 만에 잘나가는 과학자가 된 세정 밑에서 일하는 처지로 전락한다. 더군다나 성민마저 같은 랩에서 일하게 되었다는 사실이 황당하기만 하다.
- 서동진

### 특별출연
- 송윤아 : 송 교수 역
- 정희태 : 의사 역
- 옥택연 : 친구 역

## 시청률
- 전국 시청률 : 3.3%[1]